# Christopher Coyne

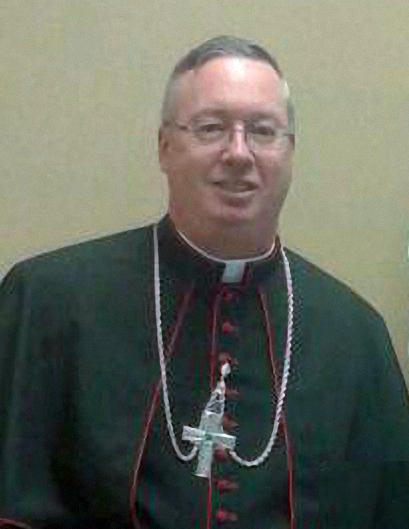
Christopher Coyne (2012)

Wappen von Christopher Coyne als Erzbischof von Hartford

Wappen von Christopher Coyne als Koadjutorerzbischof von Hartford

Wappen von Christopher James Coyne als Bischof von Burlington

Christopher James Coyne (* 17. Juni 1958 in Woburn, Massachusetts) ist ein US-amerikanischer römisch-katholischer Geistlicher und Erzbischof von Hartford.

## Leben
Christopher Coyne besuchte bis 1976 die Woburn High School. Ein folgendes Studium der Betriebswirtschaftslehre an der University of Lowell schloss er 1980 mit einem Bachelor ab. Neben seinem Studium war er als Tellerwäscher, Sportartikelverkäufer, Rettungsschwimmer und Musiker tätig. Danach arbeitete er zwei Jahre als Barkeeper. Von 1982 bis 1986 studierte Coyne Philosophie und Katholische Theologie am Priesterseminar Saint John in Brighton und erlangte einen Master of Divinity. Am 7. Juni 1986 empfing er in der Kathedrale Holy Cross in Boston durch den Erzbischof von Boston, Bernard Francis Kardinal Law, das Sakrament der Priesterweihe für das Erzbistum Boston.
Coyne war zunächst als Pfarrvikar der Pfarrei Saint Mary of the Hills in Milton tätig. 1989 wurde er für weiterführende Studien nach Rom entsandt, wo er 1992 am Päpstlichen Athenaeum Sant’Anselmo ein Lizenziat im Fach Liturgiewissenschaft erwarb und 1994 mit der Arbeit The Eucharistic prayers for masses with children. A theological and liturgical analysis („Die eucharistischen Gebete für Gottesdienste mit Kindern. Eine theologische und liturgische Analyse“) in dieser Disziplin promoviert wurde. Nach der Rückkehr in seine Heimat lehrte Coyne Liturgiewissenschaft und Homiletik am Priesterseminar Saint John in Brighton. Zudem leitete er von 2000 bis 2002 das Diözesanbüro für die Liturgie. Anschließend war er verantwortlich für die Kommunikationsarbeit im Erzbistum Boston und fungierte als Pressesprecher. Nachdem Coyne von 2005 bis 2006 kurzzeitig als Pfarrer der Pfarrei Our Lady Help of Christians in Newton gewirkt hatte, wurde er Pfarrer der Pfarrei Saint Margaret Mary in Westwood.
Am 14. Januar 2011 ernannte ihn Papst Benedikt XVI. zum Titularbischof von Mopta und zum Weihbischof in Indianapolis. Der Erzbischof von Indianapolis, Daniel Mark Buechlein OSB, spendete ihm am 2. März desselben Jahres in der Kirche Saint John the Evangelist in Indianapolis die Bischofsweihe; Mitkonsekratoren waren der Bischof von Cleveland, Richard Gerard Lennon, und der Bischof von Cheyenne, Paul Dennis Etienne. Sein Wahlspruch Trust in the Lord („Vertraue auf den Herrn“) stammt aus Spr 3,5 . Vom 21. September 2011 bis 3. Dezember 2012 leitete Coyne das Erzbistum Indianapolis während der Sedisvakanz als Apostolischer Administrator. Als Weihbischof war er zusätzlich Generalvikar des Erzbistums Indianapolis. Ferner war er von Oktober bis Dezember 2014 kurzzeitig für die südliche Region des Erzbistums zuständig.
Papst Franziskus bestellte ihn am 22. Dezember 2014 zum Bischof von Burlington. Die Amtseinführung erfolgte am 29. Januar 2015.
Am 26. Juni 2023 ernannte ihn Papst Franziskus zum Koadjutorerzbischof von Hartford. Die Amtseinführung fand am 9. Oktober desselben Jahres statt. Am 1. Mai 2024 wurde Coyne in Nachfolge von Leonard Paul Blair, dessen altersbedingtes Rücktrittsgesuch am selben Tag angenommen worden war, Erzbischof von Hartford.
Vom 3. September 2024 bis zum 29. April 2025 verwaltete er zusätzlich das vakante Bistum Norwich als Apostolischer Administrator.
In der US-amerikanischen Bischofskonferenz leitete Coyne zudem von 2015 bis 2018 die Kommission für die Kommunikationsmittel. Von 2012 bis 2017 gehörte er außerdem der Kommission für die Evangelisierung und die Katechese an. Seit 2017 ist er Mitglied der Kommission für den Gottesdienst.

## Schriften
- The Eucharistic prayers for masses with children. A theological and liturgical analysis. Pontificium Athenaeum S. Anselmi de Urbe, Rom 1994, OCLC 954535824.